# Radio flora

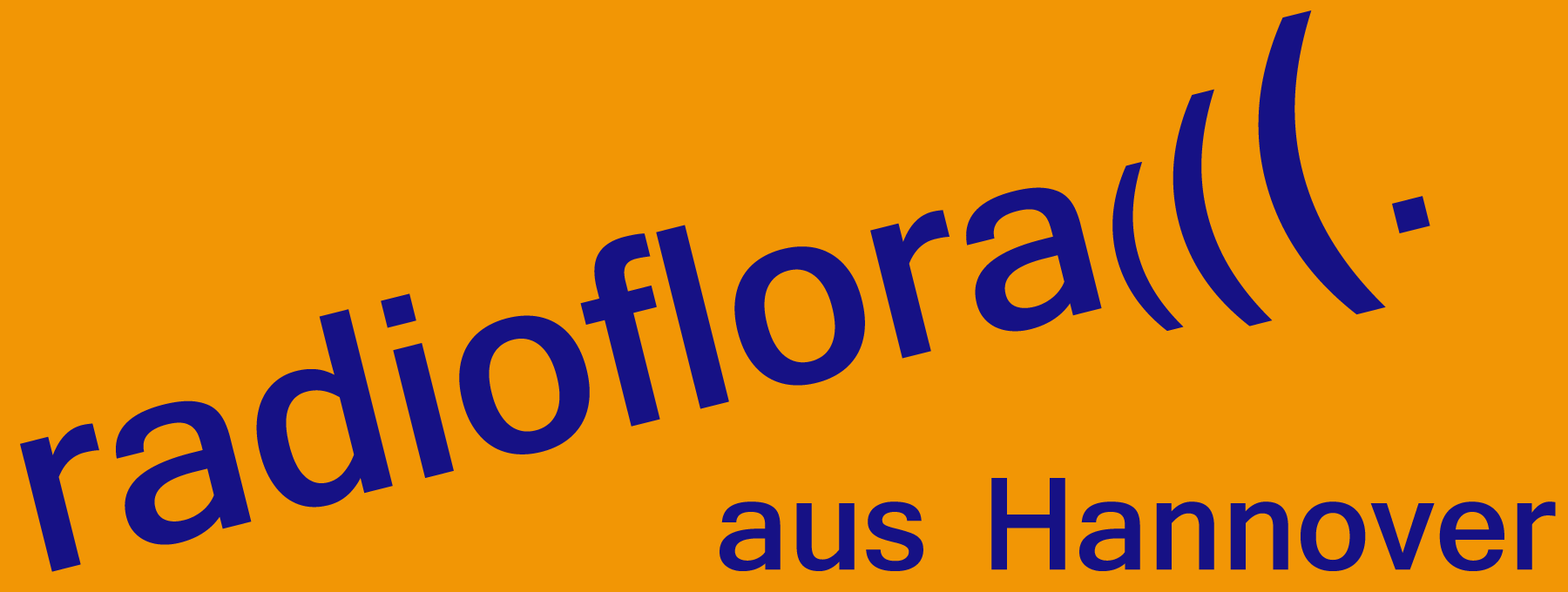
Sender-Logo

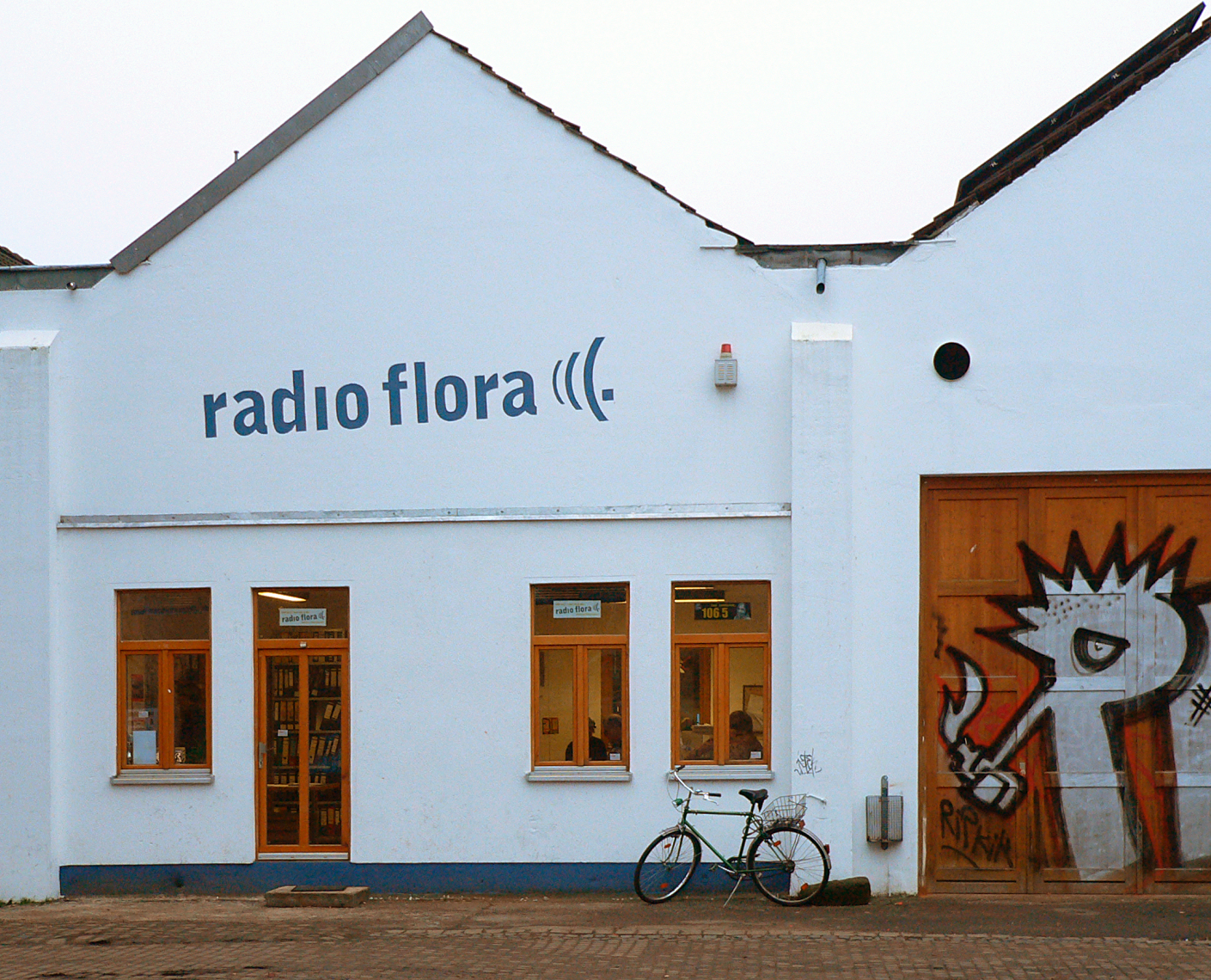
Ehemaliges Studiogebäude

radio flora ist ein Hörfunksender mit Sitz in Hannover im Stadtteil Linden-Nord. Die Abkürzung flora ist ein Akronym und beruht auf dem gemeinnützigen Trägerverein Freundeskreis Lokal-Radio Hannover e. V., der im Mai 1993 ins Leben gerufen wurde. Der Radiosender ist Mitglied im Bundesverband Freier Radios. Die Sendelizenz zum Senden von Bürgerrundfunk über die UKW-Frequenz 106,50 MHz in der Region Hannover lief für radio flora am 31. März 2009 aus. Seither erfolgt der Sendebetrieb als Internetradio. UKW-Nachfolger war Radio Leinehertz 106.5.

## Geschichte

### Vorläufer freie Radios
Die ersten nichtkommerziellen Bürgerradios entstanden in den 1970er-Jahren innerhalb der Anti-Atomkraft-Bewegung, vorzugsweise in Süddeutschland. Diese Radios wandten sich gegen die Ausbeutung der Umwelt und den unreflektierten Gebrauchs der Atomtechnologie. Vorreiter dieser Form der Widerstandskultur war das im deutsch-französisch-schweizerischen Grenzgebiet ursprünglich als Piratensender aktive Radio Verte Fessenheim, das sich 1977/78 auf deutschem Boden als Radio Dreyeckland in Freiburg im Breisgau legalen Status erkämpfte. Bald darauf wurden weitere freie Radioinitiativen in Deutschland gegründet, auch mit dem Ziel, politischen Gruppen und einzelnen Personen eine größere Teilhabe an den Hörfunkmedien zu verschaffen (Bundesverband Freier Radios). Im Zuge dieser Entwicklung gründete sich am 1. Mai 1993 in Hannover der Freundeskreis Lokal Radio e. V. – FLORA. Es handelte sich um ein basisdemokratisch organisiertes Projekt der Gegenöffentlichkeit, das seine Mitglieder aus Arbeitern und Akademikern rekrutierte, die sich dem linken Gesellschaftsspektrum zugehörig fühlten.

### Entstehung in Hannover
Unmittelbar nach dem Regierungswechsel in Niedersachsen 1990 kündigte die neue rot-grüne Koalition an, das niedersächsische Mediengesetz novellieren zu wollen, unter anderem mit dem Ziel, direkte Bürgerbeteiligung und Zugangsoffenheit für Laien im Rundfunk zu ermöglichen. Die nächsten Jahre verbrachten die regierenden Medienpolitiker von Rot-Grün allerdings zunächst mit der kontroversen Diskussion unterschiedlicher Modelle: Die SPD favorisierte den Offenen Kanal, während sich Bündnis 90/Die Grünen für das Freie Radio starkmachte. 1993/94 einigten sich die beiden Regierungspartner auf einen Modellversuch, der beides ermöglichte: offene Fernseh- und Hörfunkkanäle, aber auch nichtkommerzielle (freie) Lokalradios. Es dauerte jedoch noch zweieinhalb Jahre, bis ein fünfjähriger Modellversuch (1996/97) verkündet wurde.
Die Aussicht auf eine Sendelizenz weckte dabei in Hannover große Begehrlichkeiten. Der Freundeskreis Lokal Radio e. V. – FLORA war eine der Radioinitiativen, die sich von Anfang an der Zugangsoffenheit und der Nichtkommerzialität verpflichtete. Sie war gewillt, Bürgerfunk 1:1 umzusetzen. Zunächst konkurrierende Radioinitiativen aus dem kulturellen und studentischen Bereich wie Open Air und La Mouche fusionierten schließlich mit Radio Flora. Andere hannöversche Radioinitiativen (Stadtradio, Hannover Radio) stellten ihre Aktivitäten im Zuge des Zulassungsverfahrens wieder ein.
Nach Ablauf der Modellphase (2002) verschmolzen beide Organisationstypen organisatorisch zum Bürgerrundfunk. Er verbindet die zentralen Elemente des Offenen Kanals (absolute Zugangsoffenheit für jedermann) mit denen des nichtkommerziellen Lokalfunks (publizistische Ergänzungsfunktion).

### Sendestart 1997

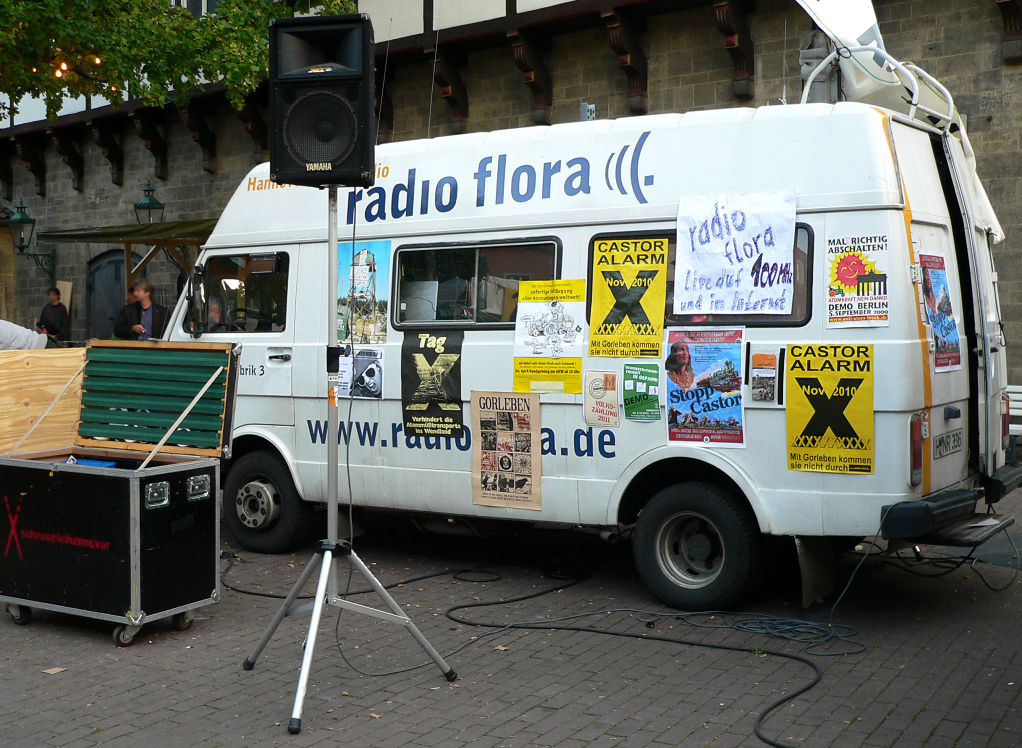
Übertragungswagen des Senders

Radio Flora überzeugte mit seinem Konzept für ein Bürgerradio und ging am 21. Juni 1997 auf Sendung. Sitz des Senders wurden Räumlichkeiten auf dem Ökologischen Gewerbehof Linden Nord GmbH, der sich neben dem FAUST-Gelände befindet. Vor der Einrichtung des Senders gab es zuvor bereits Radioproduktionen im Oktober 1994 mit den Solidarischen Wellen aus dem Pavillon, einen Monat später zur Schließung des hannoverschen Schreibgeräteherstellers Pelikan AG und im Mai 1995 zum Tag der Arbeit in Hannover. Damit stellte der Sender unter Beweis, dass ein Bürgersender ein anspruchsvolles und inhaltlich abwechslungsreiches Programm verwirklichen kann.
Wie die anderen 13 Teilnehmer des niedersächsischen „Betriebsversuches Offener Kanal/nichtkommerzieller lokaler Hörfunk“ war auch Radio Flora in eine umfassende wissenschaftliche Begleitforschung einbezogen. Es sollte festgestellt werden, welche organisatorischen, finanziellen und journalistischen Voraussetzungen erfüllt sein müssen, um als nichtkommerzieller Sender dauerhaft in Betrieb gehen zu können. Nicht zuletzt wollten der Gesetzgeber, die lizenzierende Medienanstalt und die Sender selbst wissen, wie die Akzeptanz in der Bevölkerung ist. Der Modellversuch war erfolgreich und so wurde Radio Flora, wie die 13 anderen Sender, ab März 2002 in den Regelbetrieb ‚entlassen‘.

## Verlust der Sendelizenz 2009
Die Sendelizenz von 2002 wurde für sieben Jahre vergeben. Am 22. März 2007 entschied die Versammlung der Niedersächsischen Landesmedienanstalt (NLM) die Sendelizenz von radio flora nicht zu verlängern und sie für die Zeit ab 1. April 2009 neu auszuschreiben. Die NLM begründete dies mit der im Vergleich zum Landesdurchschnitt zu geringen Hörerakzeptanz. radio flora bewarb sich auf die neue Sendelizenz, unterlag aber in einer Entscheidung der NLM vom 6. November 2008 der 106,5 Radiogesellschaft gGmbH. Dabei handelt es sich um einen Verbund aus den mehreren Mitbewerbern, der das Bürgerradio Radio Leinehertz 106.5 ins Leben rief. Daher hat radio flora am 31. März 2009 den Sendebetrieb über UKW eingestellt. Die Verbreitung wird als Internetradio per Livestream aufrechterhalten.

## Finanzierung

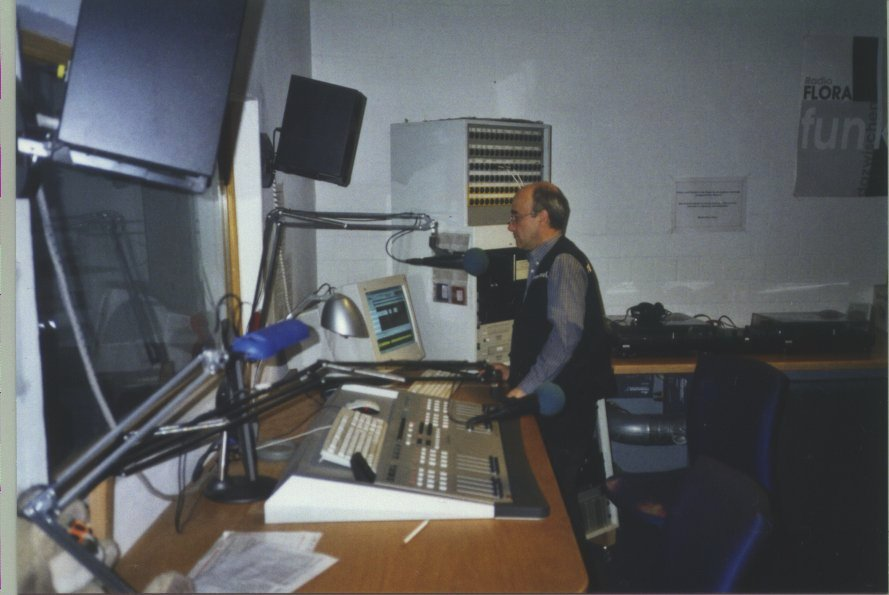
Studioraum des Senders

Radio Flora ist werbefrei und nichtkommerziell. Deswegen muss auf alternative Einnahmequellen zurückgegriffen werden. Die frühere Haupteinnahmequelle waren die Rundfunkgebühren. Sie werden von der für den privaten Rundfunk in Niedersachsen zuständigen Landesmedienanstalt (NLM) vergeben. Mit dem Auslaufen der Lizenz am 31. März 2009 endeten jedoch die entsprechenden Zuwendungen. Seither erwirtschaftet Radio Flora seinen Jahresetat über die Mitgliedsbeiträge der mit Stand April 2009 etwa 400 Mitglieder und über Spenden. Dies betrifft auch die Kosten der Verbreitung über das Internet.

## Programm

### Generelles

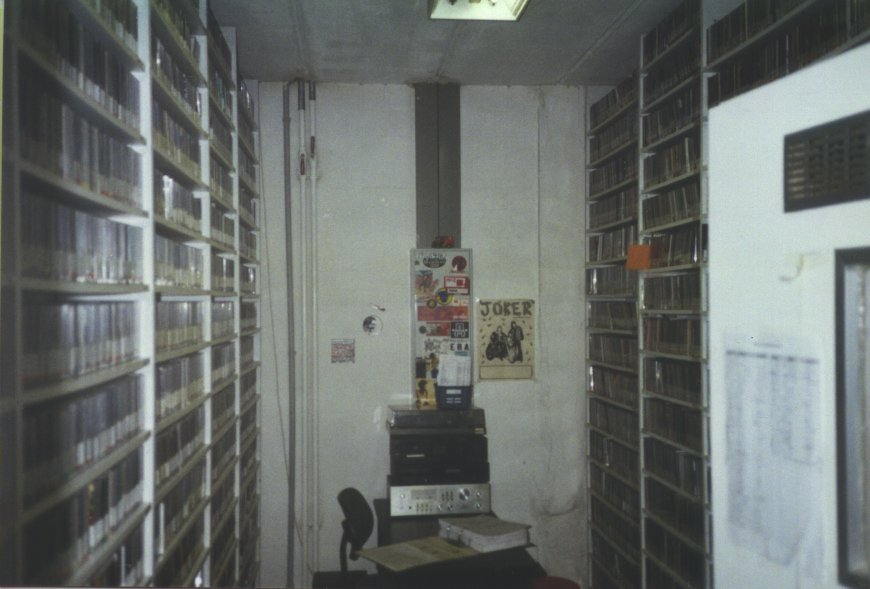
Das CD-Archiv von Radio Flora

Radio Flora überträgt als web-Radio etwa 50 unterschiedliche Sendungen (Stand September 2009) zu den Bereichen:
- Politik / Gesellschaft / Kultur
- Unterhaltung / Comedy / Satire
- International
- Musik

### Fremde Sprachen
Das Programm ist mit fünf fremdsprachigen Sendungen international gehalten. Sprachen sind dabei:
| - Spanisch - Griechisch - Persisch - Kurdisch - Pidgin English |

### Veranstaltungen
2012 war Radio Flora Mitveranstalter der InterKoneXiones in Hannover.

## Einschaltquote
Im Herbst 2006 führte das Bielefelder Meinungsforschungsinstitut TNS-Emnid im Auftrag der Niedersächsischen Landesmedienanstalt (NLM) eine Untersuchung über den Hörerkreis der 15 Bürgerradios in Niedersachsen durch. Darin wurde radio flora mit dem weitesten Hörerkeis von 3,8 Prozent eine geringe Hörerquote bescheinigt. Das heißt, dass innerhalb von zwei Wochen 3,8 Prozent der möglichen Hörer den Sender eingeschaltet hatten. Der landesweite Durchschnitt aller niedersächsischen Bürgerradios lag für den weitesten Hörerkeis bei 15 Prozent. Radio flora lag damit am Ende der Skala unter den Bürgersendern und hatte gegenüber der letzten Untersuchung 1999 einen Rückgang um nahezu 50 Prozent an Hörern zu verzeichnen. Als Ursache wurde auch das Programm in 16 Sprachen angesehen. Die Emnid-Untersuchung hatte besondere Bedeutung für die Verlängerung der Sendelizenz des Bürgerradios im Frühjahr 2007.

## Rundfunktechnik

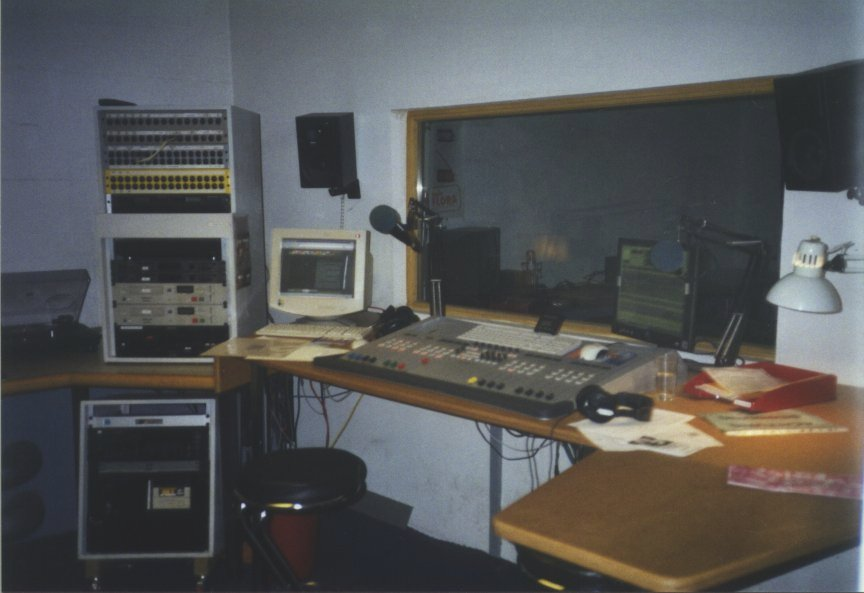
Studioraum des Rundfunksenders

Die Sendeleistungen der nichtkommerziellen Lokalradios in Niedersachsen variieren von 100 bis 1000 Watt. Radio Flora sendete bis 31. März 2009 auf der 106,5 MHz mit einer Leistung von 300 Watt. Etwa 690.000 der rund 1,1 Millionen Einwohner in Stadt und Region Hannover waren technisch in der Lage, das Programm von Radio Flora zu empfangen.
Im Jahre 2004 wurde (in der Produktion) von analoger Technik zu digitaler Technik gewechselt. Um Live-Übertragungen in Echtzeit von Außenstellen zu ermöglichen, wurde ein so genanntes „MusicTaxi“ eingesetzt. Dabei handelte es sich um ein Echtzeit-Enkodier- und Dekodierverfahren bestehend aus Soft- und Hardware über ISDN, das mit Hilfe des ISO MPEG Verfahrens realisiert wurde.

## Kritik
Laut einem Bericht des linken Mediennetzwerkes Indymedia sei es am 7. Juli 2008 zu einem Zensurfall gekommen, bei dem ein kritischer Radiobeitrag mit Rockmusik überspielt worden sei. Die Internetplattform „freie-radios.net“ hat einen angeblichen Sendemitschnitt des Sendeabbruchs online gestellt. Zusätzlich wurde auch der beanstandete Beitrag komplett online gestellt.